# Negatywiści
Negatywiści – polska grupa poetycka działająca w Krakowie w 1922.
Grupa zaznaczyła swoją obecność na Powszechnym Meetingu w Sprawie Sztuki. Związani byli z nią debiutanci poetyccy jak Jan Brzękowski, Julian Przyboś, Jan Alfred Szczepański i Józef Edward Dutkiewicz. Na imprezie, wpisującej się w nurt dadaizmu, młodzi poeci zapowiadali dwuletnie powstrzymywanie się od twórczości poetyckiej. Z jednej strony miał być to protest przeciwko tradycyjnej sztuce, a z drugiej – wywołanie zainteresowania nieznanymi jeszcze nazwiskami. Członkowie grupy ogłaszali jednak swoje wiersze w pismach jak „Hiperbola” czy „Twórczość Młodej Polski”. Z czasem Przyboś i Brzękowski dołączyli do Awangardy Krakowskiej.